# Landsverdedigingscommissie

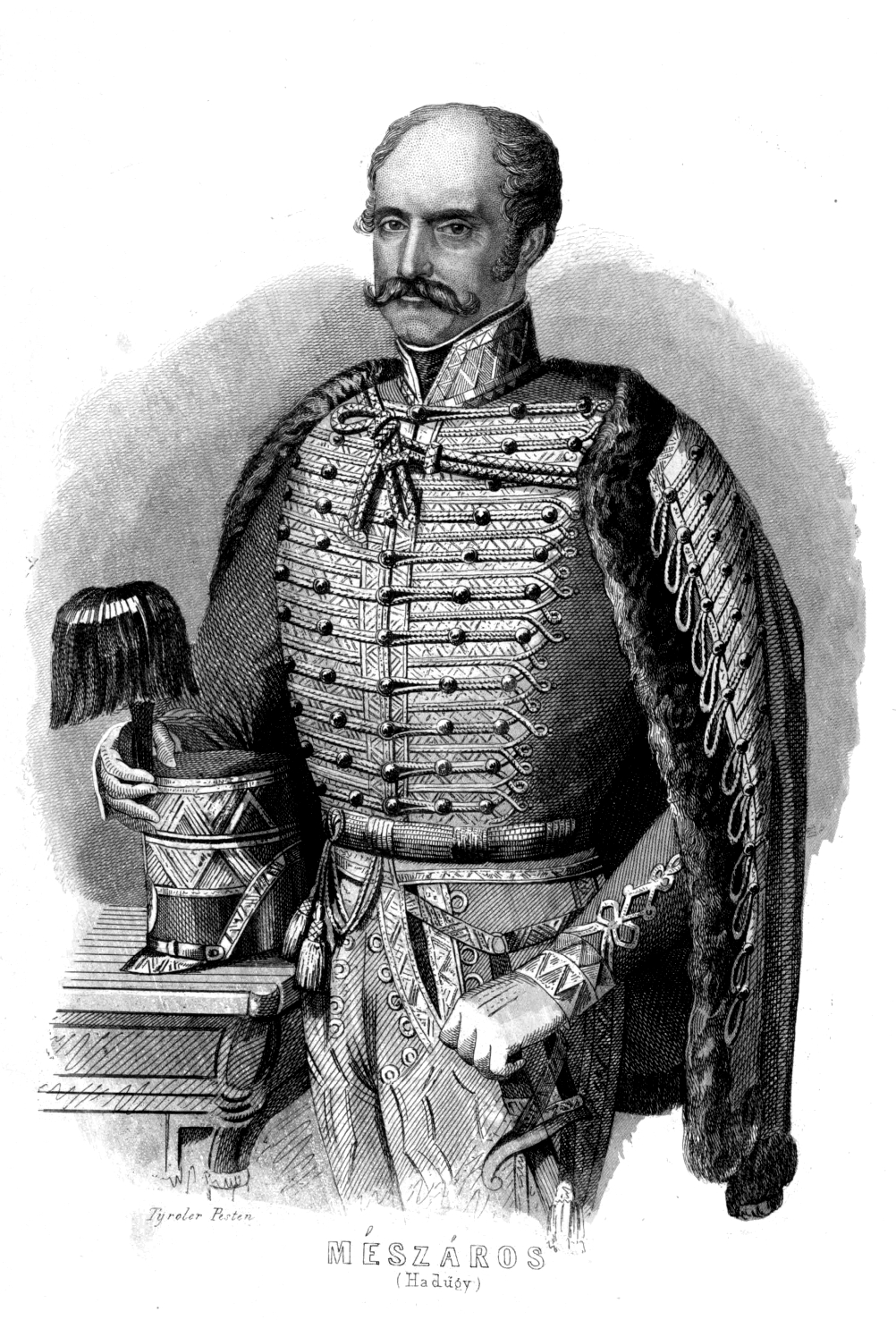
Minister van Defensie Lázár Mészáros

De Landsverdedigingscommissie (Hongaars: Országos Honvédelmi Bizottmány, Duits: Landesverteidigungsausschuss) was het hoogste uitvoerende orgaan dat Hongarije bestuurde van 2 oktober 1848 tot 14 april 1849 tijdens de Hongaarse Revolutie van 1848.

## Geschiedenis
Nadat de regering-Batthyány was afgetreden op 11 september 1848, had Hongarije geen regering meer. De gouverneur stelde de erkenning van een nieuwe regering, gevormd door Lajos Batthyány uit, om ze uiteindelijk te weigeren op 3 oktober. Het Hongaarse Huis van Afgevaardigden trachtte deze situatie op te lossen door de oprichting van een commissie van zes leden voor te stellen, die in eerste instantie de taak had om te bemiddelen.
Met het tweede ontslag van graaf Batthyány op 2 oktober werd de Landsverdedigingscommissie ook een effectief bestuursorgaan. De Hongaarse landdag nam op 8 oktober een motie aan waarin de Landsverdedigingscommissie alle macht werd verleend die een door de koning goedgekeurde regering heeft. 
In november trachtte Lajos Kossuth, de voorzitter van de Landsverdedigingscommissie, om de commissie om te vormen tot een formele regering. Deze inspanningen mislukten echter. Nadat op 14 april 1849 het huis Habsburg werd onttroond in Hongarije en de Hongaarse republiek werd afgekondigd met Kossuth als staatshoofd, kwam er ook een einde aan de Landsverdedigingscommissie. De regering-Szemere nam het bestuurd over Hongarije van de commissie over.

## Leden
| Naam                       | Toetreding           | Vorige positie                                                                              | Partij          |
| -------------------------- | -------------------- | ------------------------------------------------------------------------------------------- | --------------- |
| Lajos Kossuth (voorzitter) | 16 september 1848    | Minister van Financiën in de regering-Batthyány                                             | Oppositiepartij |
| Pál Nyáry (vicevoorzitter) | 16 september 1848    | afgevaardigde en ondergespan van het comitaat Pest-Pilis-Solt-Kiskun                        | Oppositiepartij |
| László Madarász            | 16 september 1848    | afgevaardigde, bestuurder van de politie en post                                            | Oppositiepartij |
| János Pálffy               | 16 september 1848    | ministeriedirecteur voor Financiën en eerste vicevoorzitter van het Huis van Afgevaardigden | Oppositiepartij |
| József Patay               | 16 september 1848    | afgevaardigde                                                                               | Oppositiepartij |
| Imre Sembrey               | 16 september 1848    | afgevaardigde                                                                               | Oppositiepartij |
| Bertalan Szemere           | 1 oktober 1848       | Minister van Binnenlandse Zaken in de regering-Batthyány                                    | Oppositiepartij |
| Lázár Mészáros             | 1 oktober 1848       | Minister van Defensie in de regering-Batthyány                                              | partijloos      |
| Pongrác Somssich           | 1 oktober 1848       | afgevaardigde                                                                               | Oppositiepartij |
| Zsigmond Perényi           | 3 oktober 1848       | lid van het Magnatenhuis                                                                    | Oppositiepartij |
| Miklós Jósika              | 3 oktober 1848       | lid van het Magnatenhuis                                                                    | Oppositiepartij |
| Mihály Esterházy           | 3 oktober 1848       | lid van het Magnatenhuis                                                                    | Oppositiepartij |
| Dénes Pázmándy             | 3 oktober 1848       | lid van het Magnatenhuis                                                                    | Oppositiepartij |
| Ferenc Pulszky             | vóór 29 oktober 1848 | staatssecretaris voor Financiën en aan het ministerie "naast de Koning"                     | Oppositiepartij |